# Hadżdżi Lak
Hadżdżi Lak (pers. ‏حاجي لك‎) – wieś w Iranie, w ostanie Azerbejdżan Zachodni, w szahrestanie Bukan. W 2006 roku liczyła 749 mieszkańców.